# Cieszanów
Cieszanów ist eine Stadt in der Woiwodschaft Karpatenvorland in Polen. Sie ist Sitz der gleichnamigen Stadt-und-Land-Gemeinde mit etwa 7400 Einwohnern.

## Geographische Lage
Cieszanów liegt im Nord-Osten der Woiwodschaft Karpatenvorland. Die Staatsgrenze Polens zur Ukraine verläuft etwa 25 Kilometer östlich. Die Stadt wird vom Fluss Brusienka durchflossen.

## Geschichte
Die erste urkundliche Erwähnung des Ortes stammt aus dem Jahr 1496, der Ort wurde aber bereits weit vor diesem Jahr angelegt. Das Stadtrecht nach Magdeburger Recht erhielt der Ort am 14. Mai 1590 vom polnischen König Sigismund III. Wasa verliehen.
1593 gab es in der Stadt neben einer Brauerei und einer Mühle eine Blechschmiede und eine Papiermühle.
Im Zweiten Nordischen Krieg wurde die Stadt 1655 niedergebrannt und 1672 durch Truppen des Osmanischen Reiches. Um diese Zeit führte der Großhetman Polens Johann III. Sobieski durch die Stadt gegen diese Truppen ins Feld.
1681 bestätigte der inzwischen zum König gewählte Johann III. Sobieski das Stadtrecht. Ab der ersten Teilung Polens 1772 wurde die Stadt Teil Österreichs. Bei einer Verwaltungsreform wurde Cieszanów Kreisstadt.
Am 11. September 1914 marschierte die russische Armee in die Stadt ein, nachdem sich zwei Tage zuvor das österreichische Heer zurückgezogen hatte. Die Russen konnten die Stadt bis zum 18. Juni 1915 besetzt halten. Am 1. November 1918 wurde die Stadt Teil der neu gebildeten Ukraine. Dies allerdings nur für etwa einen Monat. Ab dem 6. Dezember 1918 war die Stadt dann Teil des wieder entstandenen Polens.
Am 7. September 1939 flogen die ersten Bomber der deutschen Luftwaffe über die Stadt und fünf Tage später besetzte die Wehrmacht die Stadt. Diese verließ die Stadt aber kurz danach und übergab den Ort gemäß den Vereinbarungen in der Folge des Hitler-Stalin-Pakts der Roten Armee. Nach dem Überfall auf die Sowjetunion wurde Cieszanów 1941 wieder von deutschen Truppen besetzt.
Nach Ende des Zweiten Weltkrieges wurde die Stadt wieder Teil Polens. Bei einer Verwaltungsreform kam die Stadt 1975 zur Woiwodschaft Przemyśl. Nach deren Auflösung war Cieszanów ab 1999 Teil der Woiwodschaft Karpatenvorland.

### Einwohnerentwicklung
Eine genaue Struktur der Einwohner wurde erstmals 1857 urkundlich erfasst. Hinsichtlich der Religion gab es damals 859 römisch-katholische, 250 griechisch-katholische und einen armenisch-katholischen Christen sowie 1067 Juden.
| Jahr          | 1785 | 1801 | 1921 | 1945 | 1946 | 1957 | 2008 |
| Einwohnerzahl | 1462 | 1534 | 2282 | 1015 | 958  | 1352 | 1935 |

## Gemeinde
Zur Stadt-und-Land-Gemeinde (gmina miejsko-wiejska) Cieszanów gehören die Stadt und elf Dörfer mit Schulzenämtern.

### Städte- und Gemeindepartnerschaften
- Argenbühl (Deutschland), seit 18. Juli 2005
- Capannoli (Italien)
- Diósd (Ungarn)
- Kaluža (Okres Michalovce, Slowakei)
- Schowkwa (Ukraine)

## Bauwerke

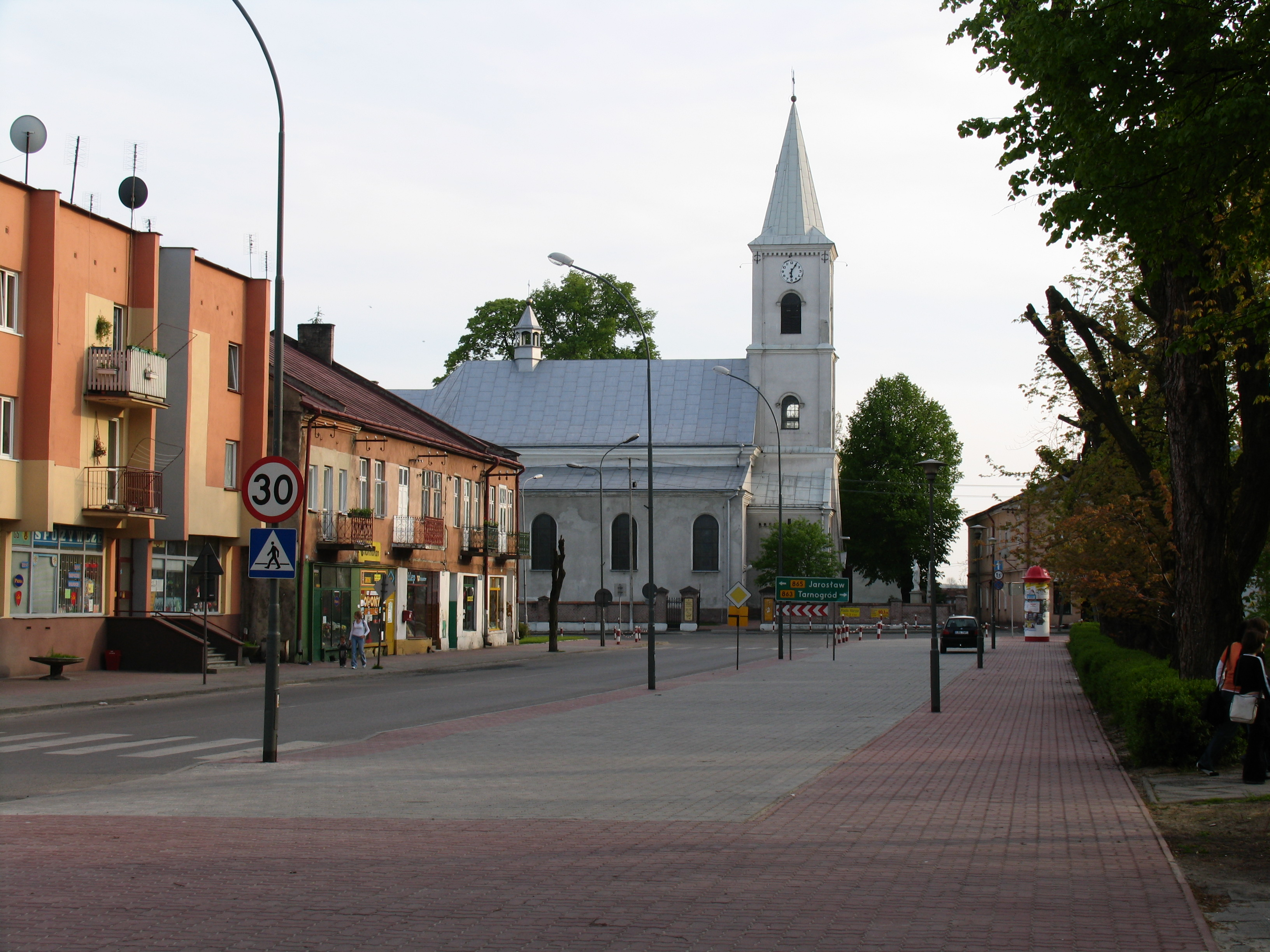
Kirche in Cieszanów

- Kirche des Adalbert von Prag, errichtet 1800
- Synagoge aus dem 19. Jahrhundert

## Verkehr
Die Woiwodschaftsstraße 865 verläuft in nord-südlicher Richtung durch den Ort. Im Norden beginnend mündet diese südöstlich der Stadt Tomaszów Lubelski in der Europastraße 372. Der südliche Verlauf führt durch Oleszyce und endet in Jarosław in der Europastraße 40.
Die Woiwodschaftsstraße 863 beginnt in Cieszanów und endet im Westen nach etwa 65 Kilometern mit der Einmündung in die Landesstraße 77.
Die Bahnstrecke Bełżec und Przeworsk führt durch die Stadt.
Der Flughafen Rzeszów-Jasionka liegt etwa 85 Kilometer südwestlich und ist der nächste internationale Flughafen.

## Söhne und Töchter der Stadt
- Petro Karmanskyj (1878–1956), ukrainischer Dichter, Journalist und Übersetzer
- Marian Buczek (* 1953), römisch-katholischer Geistlicher, Bischof von Charkiw-Saporischschja